# Улица Свердлова (Псков)
Улица Свердлова — улица в исторической части Пскова. Проходит от улицы Воеводы Шуйского до улицы Гоголя.

## История
Историческое название — Стенная улица, прошла вдоль всей юго-восточной части стены внутри Окольного города.
Современное название в честь видного деятеля советского государства Я. М. Свердлова
8 октября 2020 года у выхода улицы к реке Великой открыли бронзовый памятник знаменитому российскому реставратору, искусствоведу, культурологу Савве Ямщикову.

## Достопримечательности
Памятник Савве Ямщикову (скульптор Михаил Плохоцкий и архитектор Александр Асафов).
д. 1 — Церковь Покрова и Рождества Пресвятой Богородицы от Пролома
д. 2/16 — Дом кузнеца
д. 3 — Покровская башня
Руины свинузской башни
Руины церкви Козьмы и Дамиана с Уток
Барельефы Героев Советского Союза
д. 43 — Стена Окольного города
д. 64А — Планетарий, Церковь Вознесения Господня Старо-Вознесенского монастыря
д. 64 — Дом Богушевского